# Regresivní levice
Regresivní levice (anglicky regressive left) je označení používané pro část levice, zastávající zpátečnické postoje. Důvodem tohoto paradoxního postoje je tolerance zpátečnických ideologií v důsledku multikulturalismu a kulturního relativismu. Toto označení jako první použil britský aktivista a bývalý člen Hizb ut-Tahrir Maajid Nawaz v roce 2012.